# El castillo ambulante
El castillo ambulante (título original: Howl's Moving Castle) es una novela fantástica de la autora británica Diana Wynne Jones, publicada por primera vez en 1986. En 1990 se publicó una secuela, titulada Castle in the Air (Castillo en el aire). Una segunda secuela, House of Many Ways (La casa de los mil pasillos) apareció en junio de 2008.

## Temas principales
El castillo ambulante explora diversos temas habituales en la literatura. Estos incluyen el destino, la juventud, el valor y el amor. Los dos primeros son centrales en el desarrollo de Sophie, la protagonista. Desde el principio, su idea del destino le hace creer que está condenada a fracasar por ser la mayor de tres hermanas. Esto contrasta con la actitud de Howl, que se ve como el dueño de su destino, sin preocuparse de lo que la sociedad piense de él ni de lo que las convenciones exigen. El fracaso que Sophie ve en sí misma se refleja en el hechizo de la Bruja del Páramo, que transforma a Sophie en una anciana poco agraciada.

## Intertextos
La novela hace referencia a muchas obras de la literatura clásica[cita requerida].  John Donne aparece en dos ocasiones, primero en el capítulo 10, cuando Howl cita el primer verso del poema de Donne "The Sun Rising" al decir "Busy old fool, unruly Sophie". De nuevo se hace referencia a él en el capítulo 11, cuando Miss Angorian lee su poema "Canción". El poema también sirve de inspiración para la maldición que pende sobre Howl. En el mismo capítulo hay un cartel en la casa de Megan, la hermana de Howl, donde se lee "Rivendel", el nombre de un asentamiento elfo en El Señor de los Anillos de J. R. R. Tolkien. Howl alude a Hamlet en el capítulo 17 cuando cita "Ella oyó sirenas, así que se deduce que algo huele a podrido en Dinamarca." Los nombres del alias de Suliman,  Percival, y del cuñado de Howl, Gareth, son dos de los caballeros de la Mesa Redonda, mientras que el alias de Howl,  Pendragón, deriva del apellido del Rey Arturo.
El nombre de la bruja del Erial en el original Witch of the Waste es un posible juego de palabras con  la Bruja del Oeste (Witch of the West) de la novela El maravilloso Mago de Oz y su adaptación al cine El Mago de Oz (película)

## Adaptaciones
En 2004 se estrenó una película de animación que adaptaba la novela, dirigida por Hayao Miyazaki, que fue nominada a los Oscar. 

## Libros sobre la autora
- Rosenberg (ed.), Teya, et al. (2002). Diana Wynne Jones - An Exciting and Exacting Wisdom. Peter Lang. ISBN 0-8204-5687-X.
- Mendlesohn, Farah (2005). Diana Wynne Jones: Children's Literature and the Fantastic Tradition. Routledge. ISBN 0-415-97023-7.
- Butler, Charles (2006). Four British Fantasists: Place and Culture in the Children's Fantasies of Penelope Lively, Alan Garner, Diana Wynne Jones, and Susan Cooper. Scarecrow Press. ISBN 0-8108-5242-X.